# The Duo Sessions
The Duo Sessions ist ein Jazzalbum von Lennie Tristano, das 2020 auf Dot Time Records erschien. Das Album besteht aus 16 bisher unveröffentlichten Aufnahmen, die nach Tristanos letztem öffentlichen Auftritt im Jahr 1968 gemacht wurden.

## Hintergrund
The Duo Sessions erschien anlässlich 100. Geburtstag von Tristano. Nach Ansicht der Produzenten hat Tristano nicht „die Beachtung bekommen, die er verdient hätte. Er hat zehn Jahre vor Ornette Coleman mit Free Jazz begonnen. Es gibt leider kaum Filmaufnahmen von Tristano.“ Gemeinsam mit der Tochter Carol Tristano, die den Ansatz des Labels teilte, seine künstlerischen Verdienste besser aufzuzeigen, wurden daher Tonaufnahmen ausgewählt, die für das bisher nicht bekannte Spätwerk stehen.
Das Album enthält Duo-Aufnahmen von Lennie Tristano mit dem Saxophonisten Lenny Popkin, mit der Pianistin Connie Crothers und dem Schlagzeuger Roger Mancuso. Die frühesten von ihnen mit Mancuso, der ein Jahrzehnt in Tristanos Band gespielt hatte, stammen aus der Zeit um 1967/68. Die Popkin-Sessions, insgesamt sechs Tracks, stammen aus dem Jahr 1970 und sind die professionellsten der ganzen Reihe, notierte Jeff Tamarkin.
Tristanos Repertoire basiert größtenteils auf Jazzstandards, die oft als Kontrafakte ausgeführt werden. Das heißt, neue Melodien wurden auf der Grundlage der Harmonien von Standards konstruiert.
- „Chez Lennie“ basiert auf „All the Things You Are“ von Jerome David Kern
- „Inflight“ baut auf auf „Back Home Again in Indiana“ von James F. Hanley
- „Melancholy Stomp“ basiert auf „My Melancholy Baby“ von Ernie Burnett
- „Palo Alto Street“ ist abgeleitet von „It’s All Right with Me“ von Cole Porter
- „Session“ basiert auf den Akkorden von „What Is This Thing Called Love?“ von Cole Porter
- „Changes“ ist abgeleitet von „Out of Nowhere“ von Johnny Green
- „My Baby“ ist eine weitere Variante von „My Melancholy Baby“
- „Imagery“ basiert auf „You Stepped Out of a Dream“ von Nacio Herb Brown
- „That Feeling“ baut auf auf „That Old Feeling“ von Sammy Fain
- „Minor Pennies“, bekannt von anderen Aufnahmen Tristano als „Pennies In Minor“, basierte auf „Pennies from Heaven“ von Arthur Johnston.

## Titelliste
- Lennie Tristano: The Duo Sessions (Dot Time Records)

1. Out of a Dream (feat. Lenny Popkin) 6:17
2. Ballad (feat. Lenny Popkin) 6:51
3. Chez Lennie (feat. Lenny Popkin) 6:35
4. Inflight (feat. Lenny Popkin) 2:05
5. Ensemble (feat. Lenny Popkin) 3:53
6. Melancholy Stomp (feat. Lenny Popkin) 6:02
7. Concerto, Pt. 1 (feat. Connie Crothers) 7:12
8. Concerto, Pt. 2 (feat. Connie Crothers) 3:16
9. Palo Alto Street (feat. Roger Mancuso) 4:26
10. Session (feat. Roger Mancuso) 3:32
11. Changes (feat. Roger Mancuso) 3:12
12. My baby (feat. Roger Mancuso) 2:50
13. Imagery (feat. Roger Mancuso) 4:09
14. That Feeling (feat. Roger Mancuso) 3:06
15. Minor Pennies (feat. Roger Mancuso) 3:09
16. Home Again (feat. Roger Mancuso) 3:24

Alle Kompositionen stammen von Lennie Tristano.

## Rezeption
Suzanne Lorge, die das Album für Down Beat besprach, bewertet es mit vier Sternen. Hier bahne sich Tristano mit seinen Duopartnern den „Weg durch die Grenzbereiche von Bebop, Cool Jazz und freier Improvisationsmusik.“ Beim Hören zeige sich nicht nur, „wie intuitiv der Pianist diese Sprachen analysierte, sondern auch, wie geschickt er improvisatorische Beziehungen herstellte.“ Denn die Partner entlockten jeweils „dem Meisterimprovisator eine andere musikalische Antwort. So weichen die jeweiligen Duo-Aufnahmen auf subtile Weise voneinander ab, auch wenn sie auf den Säulen von Tristanos wegweisenden Arrangements für Quintett aufbauen.“
Bei den Stücken mit Popkin störe Tristano die vertikalen Strukturen, indem er gegen die diskordanten Soli des Tenoristen Akkorde einwerfe; seine gedämpften Walking-Bass-Linien und stampfenden Akkorde deuteten aber eine harmonische Kongruenz nur an. Seine eigenen flinken Soli mit ihren flüssigen, chromatischen Läufen lassen jedoch vermuten, dass jede scheinbare Inkongruenz von der Enge des Blicks herrühre, nicht von der Vision. Mit Crothers interpretiere Tristano die einzige vierhändige Klavierkomposition, die von ihm je aufgenommen wurde. Dabei grenze die intensive mentale Beziehung der beiden ans Telepathische. Die Stücke mit Mancuso heben Tristanos herrlich einfallsreiche Kontrafakturen hervor, die auf den robusten Polyrhythmen des Schlagzeugers aufbauen.
Jeff Tamarkin schrieb in JazzTimes, was vor allem in diesen drei extrem unterschiedlichen Duosessions Tristanos zum Ausdruck komme, sei dessen Großzügigkeit des Geistes. Die ihn begleitenden Musiker hätten verstanden, dass sie das Privileg hatten, mit einem so anerkannten Klaviervirtuosen in einer Eins-zu-Eins-Situation zu sein, aber für Tristano waren sie alle gleich: Sein Interesse an diesen Stücken bestehe nicht darin, zu dominieren, nicht unbedingt zu führen, sondern Momente teilen. Er sei sowohl ein guter Zuhörer als auch ein Gestalter der Musik und nähere sich diesen Sessions in erster Linie als neue Lernerfahrungen. Das zweiteilige, improvisierte (ca. 1976) „Concerto“ mit Crothers auf zwei Klavieren sei die experimentierfreudigste Musik des Albums, aber letztendlich die am wenigsten befriedigende: Aufgrund des etwas matschigen Klangs höre es sich oft gedämpft und richtungslos an, trotz der Funken, die ab und an herausspritzen.
Steve Provizer (The Arts Fuse) schrieb, Tristanos Spiel auf diesen Aufnahmen sei repräsentativ, aber Hörer, die mit seinen früheren Arbeiten vertraut sind, werden möglicherweise einige Überraschungen erleben: Der zunehmende Einfluss von Thelonious Monk, mehr Deadstops und Verspieltheit mit Riffs sowie das Streben nach freiem Spiel in den Duos mit Crothers.
Brian Priestley gab dem Album in seiner Besprechung für Jazzwise drei Sterne: Verglichen mit der Sammlung Complete Recordings of Charlie Parker with Lennie Tristano sei The Duo Sessions „das einzig Wahre“ („the real thing“). Da es sich um drei Sessions mit vertrauten Duopartnern und allesamt seinen Schülern handele, sei garantiert, „dass der Fokus voll und ganz auf dem Meister liegt.“ Bei einigen Stücken merke man, dass sie amateurhaft (wohl durch Tristano selbst) aufgenommen worden seien, da sie bereits mitten im Spiel beginnen oder ausgeblendet werden. Priestley legt einen besonderen Fokus auf das Pianistische: Während Tristano die Akkordfolgen beliebter Standards verwende, breche er den Takt mit fast abstrakten Linien der rechten Hand (oft recht virtuos) auf, und bei seinen Stich-Akkorden der linken Hand und gelegentlichen Walking-Bass-Linien brauche man ein starkes inneres Rhythmusgefühl, um mitzukommen. Die Aufnahmen mit Crothers an zwei Klavieren zeigten seine am weitesten gehende freie Improvisation. Doch auch die konventionelleren Duos mit Popkin oder Mancuso seien eine Herausforderung, bis man sich an Tristano gewöhnt habe. Das gespielte Material sei bemerkenswert, da nicht auf die konventionellen, „vorgefertigten“ Bebop heads zurückgegriffen würde; zwar würden einige Titel wie „Out of a Dream“ und „That Feeling“ bereits Hinweise auf die verwendeten Standard-Harmonien geben, andere seien aber weniger offensichtlich und würden teilweise zum musikalischen Rätselraten einladen.